# Industrial Santa Matilde

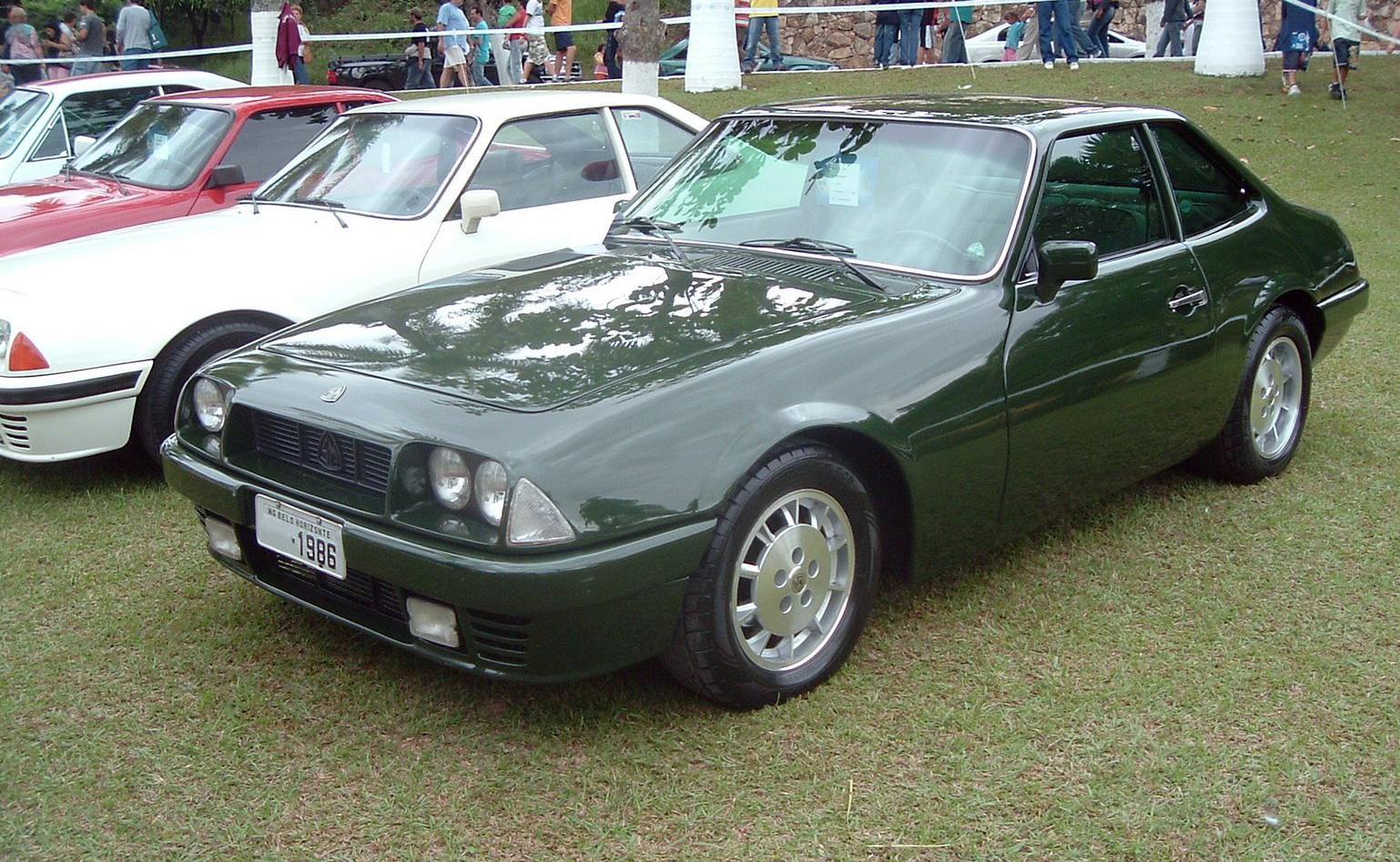
Santa Matilde SM 4.1 von 1986

Companhia Industrial Santa Matilde war ein brasilianisches Unternehmen und Hersteller von Automobilen.

## Unternehmensgeschichte
Das Unternehmen wurde 1916 in Conselheiro Lafaiete als Bergwerksunternehmen gegründet. Später wurden Eisenbahnwaggons repariert und elektrisch betriebene Lokomotiven hergestellt. 1959 kam die Produktion von Traktoren, Bulldozern und Mähdreschern dazu.
Eine Abteilung des Unternehmens begann 1977 in Rio de Janeiro mit der Produktion von Automobilen. Der Markenname lautete Santa Matilde. 1987 endete die Serienproduktion. Einzelstücke gab es noch bis 1997.
In den 1980er Jahren kam die Produktion von Omnibussen dazu.
Im Oktober 2005 folgte der Bankrott.

## Automobile
Das erste Modell war der SM 4.1. Der Sportwagen hatte ein Fahrgestell aus Stahl und eine Karosserie aus Fiberglas. Das Coupé mit Schrägheck bot Platz für 2 +  2 Personen. Ein Sechszylindermotor vom Chevrolet Opala mit 4093 cm³ Hubraum und 171 PS Leistung war vorne im Fahrzeug montiert und trieb die Hinterräder an. 1980 und 1983 gab es kleine Überarbeitungen.
Ab 1984 war ein Cabriolet lieferbar.
Das letzte Fahrzeug von 1997 war ein Einzelstück mit einem Motor vom Chevrolet Omega mit 3000 cm³ Hubraum.

## Produktionszahlen
Für die ersten beiden Jahre sind 238 Fahrzeuge überliefert. 1980 entstanden 147 Fahrzeuge und im Folgejahr 57. Während der nächsten vier Jahre waren es ebenfalls jährlich um die 50 Fahrzeuge. 1986 war mit 207 hergestellten Fahrzeugen das beste Jahr. 1987 ging die Zahl auf 25 runter und 1988 auf acht.
Insgesamt entstanden 937 Fahrzeuge, davon 76 Cabriolets.